# Gien
Gien /ʒjɛ̃/ è un comune francese di 15 727 abitanti situato nel dipartimento del Loiret nella regione del Centro-Valle della Loira.

## Società

### Evoluzione demografica
Abitanti censiti

## Amministrazione

### Gemellaggi
- Malmesbury
- Soa
- Redondo
- Niebüll